# Slovenská pošta
Slovenská pošta  est une société anonyme dont l’activité principale est le traitement du courrier postal. L’état slovaque est actionnaire de l’entreprise à 100 %. Elle exploite 1 566 bureau de poste dans toute la Slovaquie ; c’est également le troisième employeur du pays. Depuis 1996 son siège est situé à Banská Bystrica.